# (101) Елена
(101) Елена (лат. Helena) — астероид из группы главного пояса, который был открыт 15 августа 1868 года американским астрономом Дж. К. Уотсоном в Детройтской обсерватории США и назван в честь Елены Троянской, — прекраснейшей из женщин, согласно древнегреческой мифологии, чьё похищение троянцем Парисом послужило поводом к началу Троянской войны.

Орбита астероида Елена и его положение в Солнечной системе
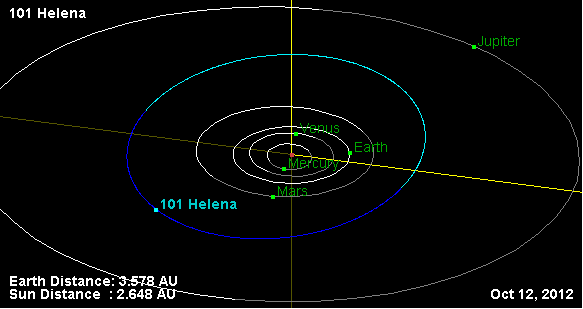
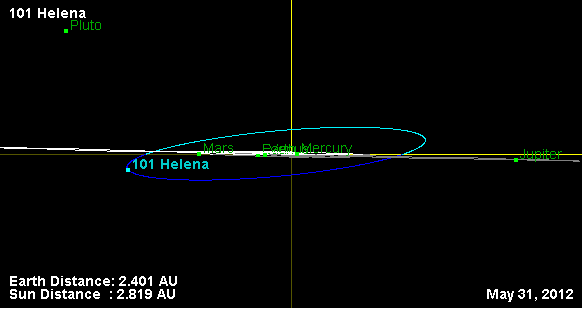